# Edner Breton
Edner Breton (Port-au-Prince, 13 febbraio 1949) è un ex calciatore haitiano, di ruolo attaccante.

## Carriera

### Club
Inizia la carriera in patria con il RC Haïtien, per poi venire ingaggiato nel 1968 dagli statunitensi del Detroit Cougars, per disputare la prima edizione della North American Soccer League. Con il club di Detroit ottiene il quarto ed ultimo posto della Lakes Division.
Terminata l'esperienza con i Cougars, passa ai Rochester Lancers, club della ASL, con cui raggiunge la finale nel torneo 1968, persa contro i Washington Darts. Ritorna ai Lancers nel 1971, per giocare nella North American Soccer League 1971, raggiungendo le semifinali del torneo. Tale piazzamento è bissato anche la stagione seguente. Con i Lancers partecipa alla CONCACAF Champions' Cup 1971, unica franchigia della NASL a partecipare alla massima competizione nordamericana per club: chiuse la coppa al quarto posto della fase finale del torneo.
Nel 1973 passa al Syracuse Suns, club dell'ASL. Dal 1974 al 1980 milita nei New York Apollo, con cui vince due edizioni dell'ASL, nel 1975 e 1978.
Terminata l'esperienza con gli Apollo, gioca in alcuni club minori newyorkesi.

#### Nazionale
Breton ha giocato nella nazionale di calcio di Haiti.

## Palmarès

### Club
- American Soccer League: 2

New York Apollo: 1975, 1978